# Antigonia eos
Antigonia eos är en fiskart som beskrevs av Gilbert, 1905. Antigonia eos ingår i släktet Antigonia och familjen trynfiskar. Inga underarter finns listade i Catalogue of Life.

## Bildgalleri

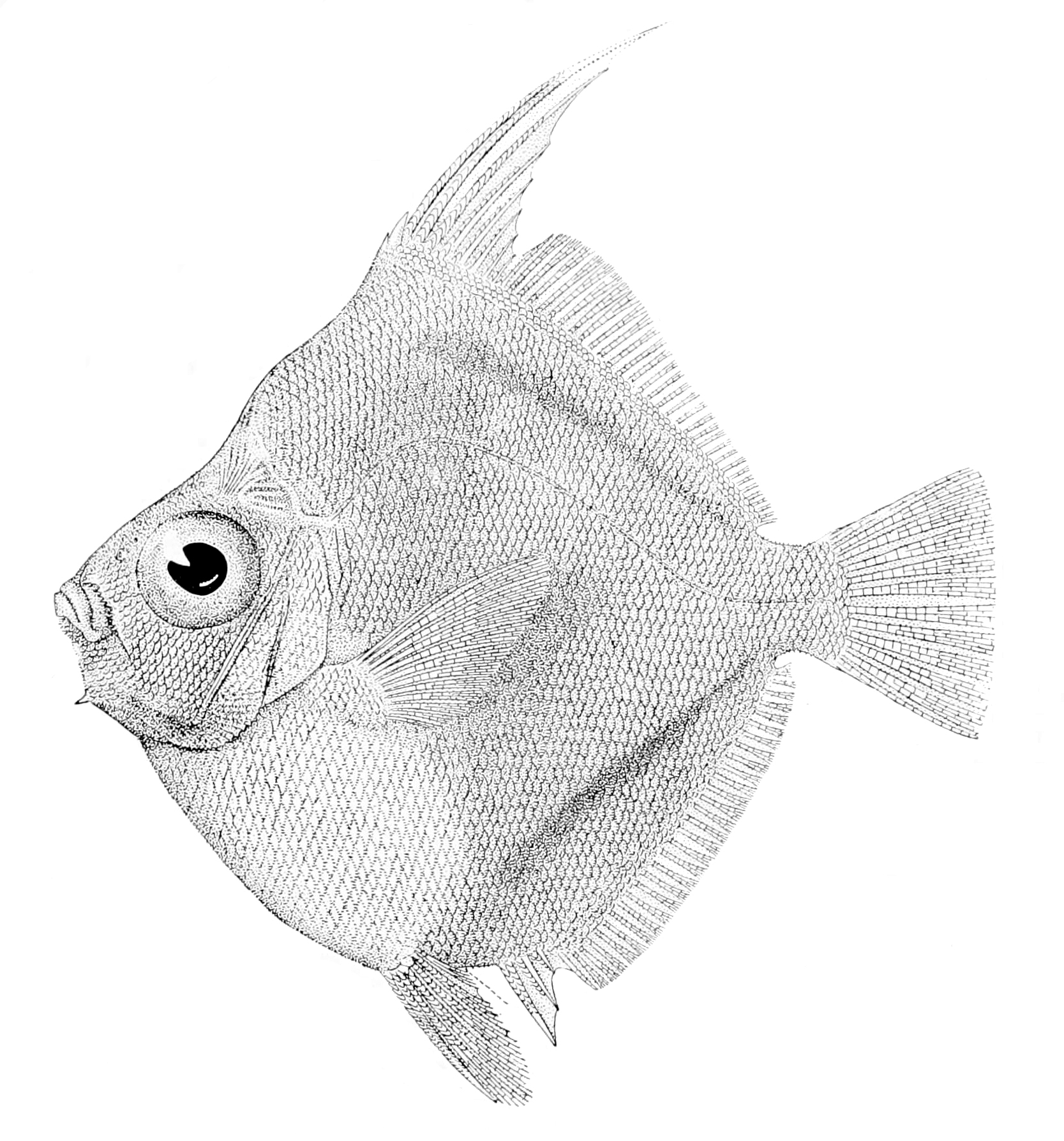